# Costus woodsonii
Costus woodsonii hay còn gọi là Sẹ đỏ là một loài thực vật có hoa trong họ Costaceae. Loài này được Maas mô tả khoa học đầu tiên năm 1972.

## Hình ảnh

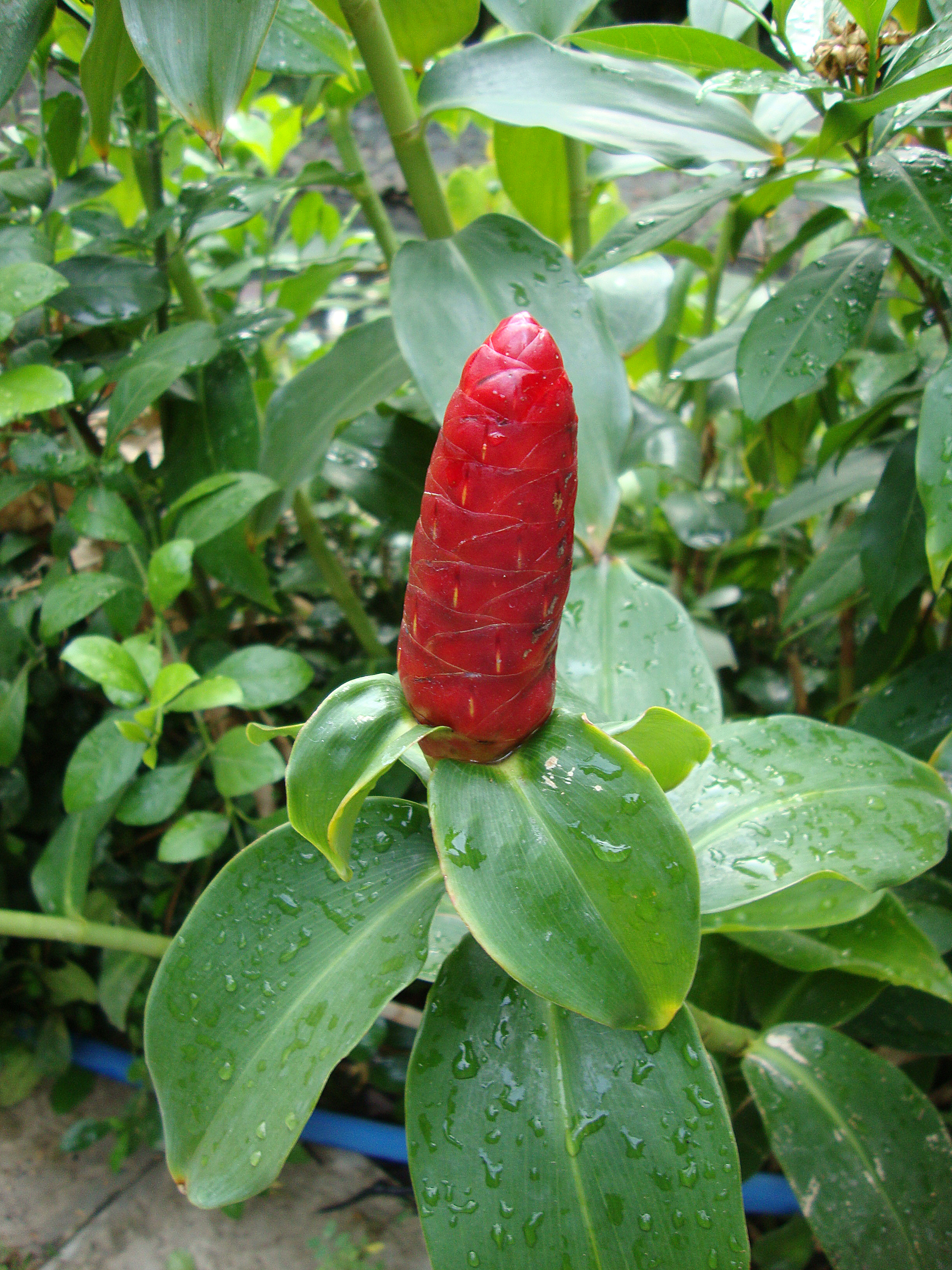
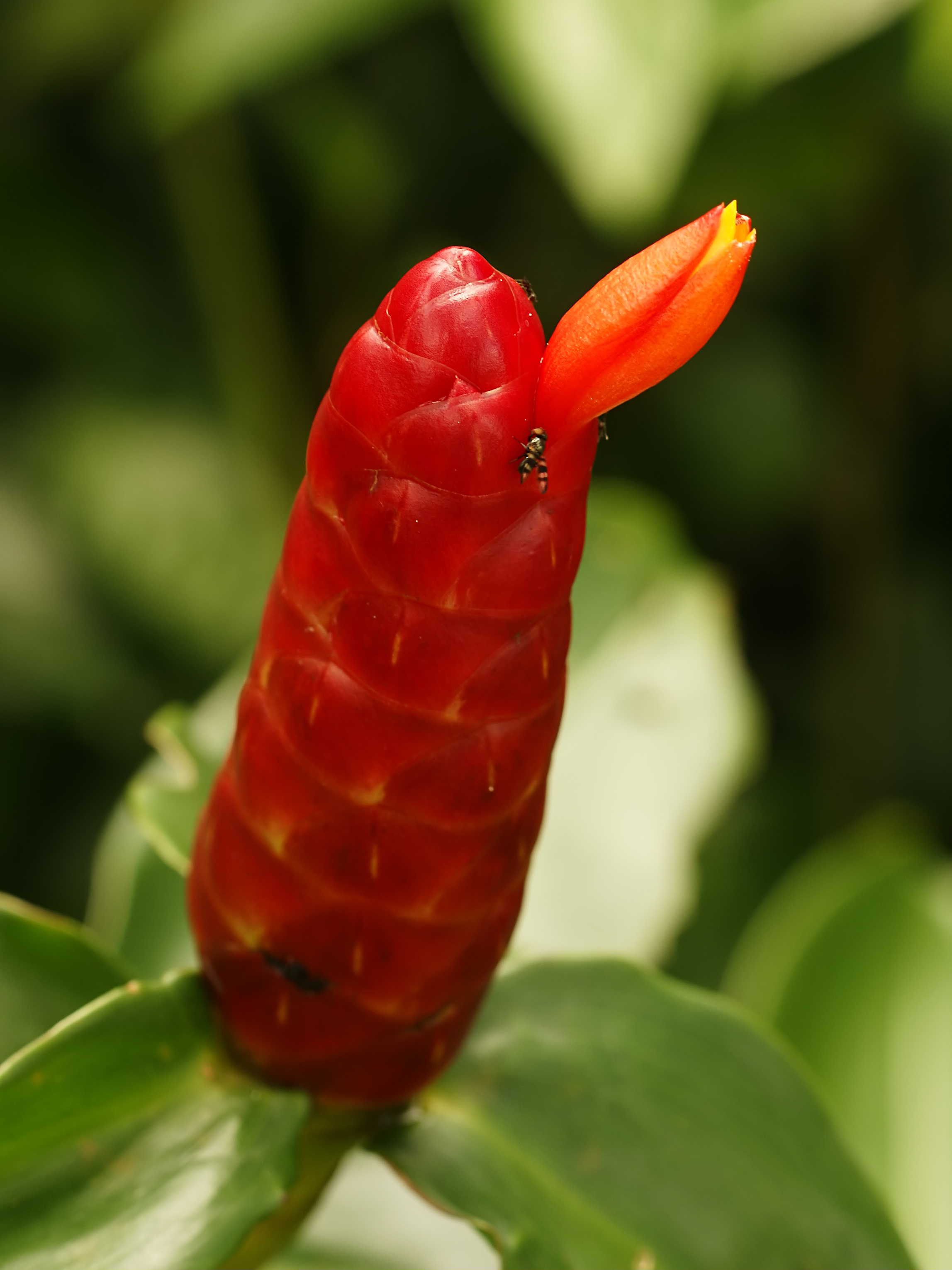
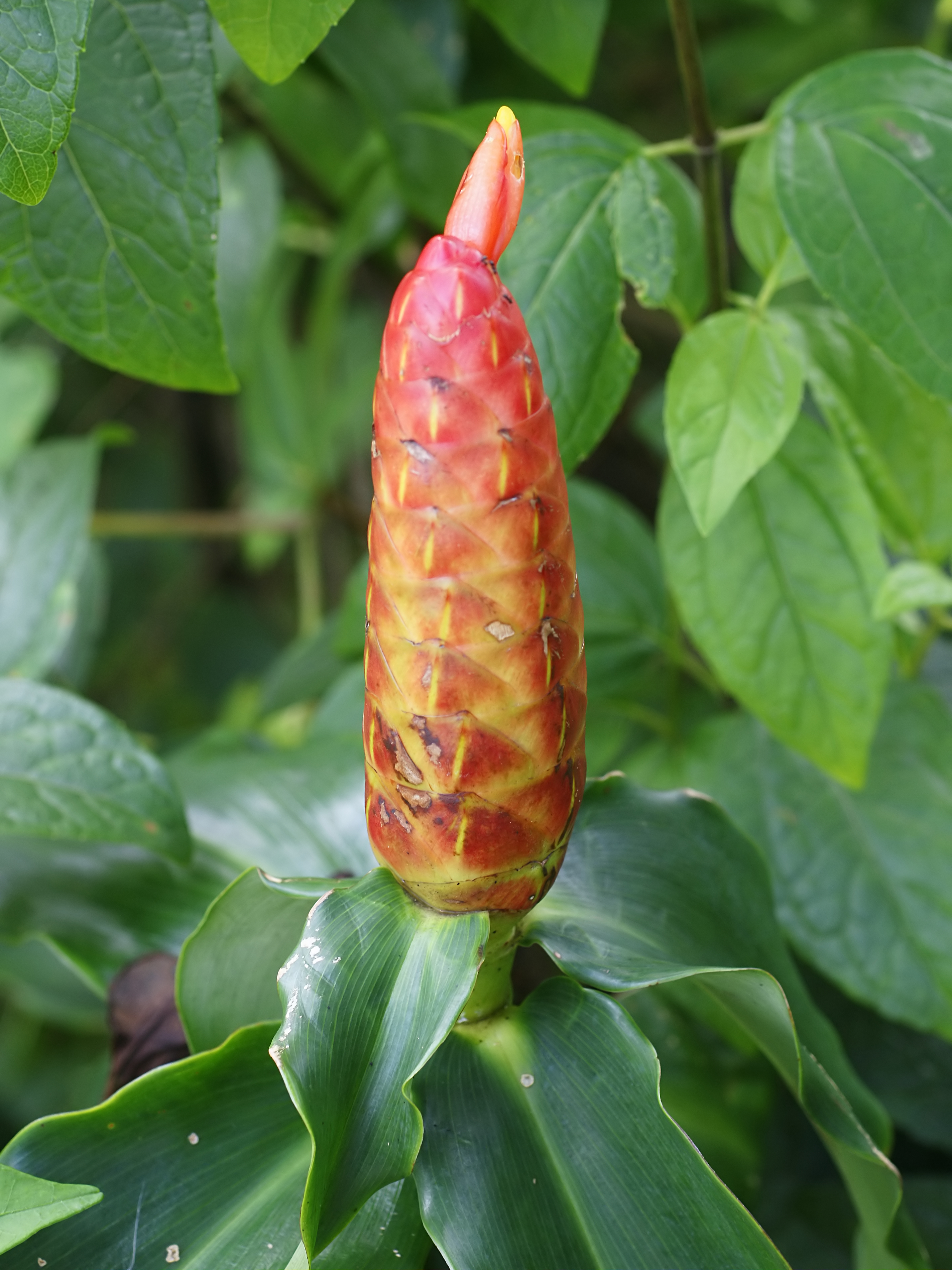
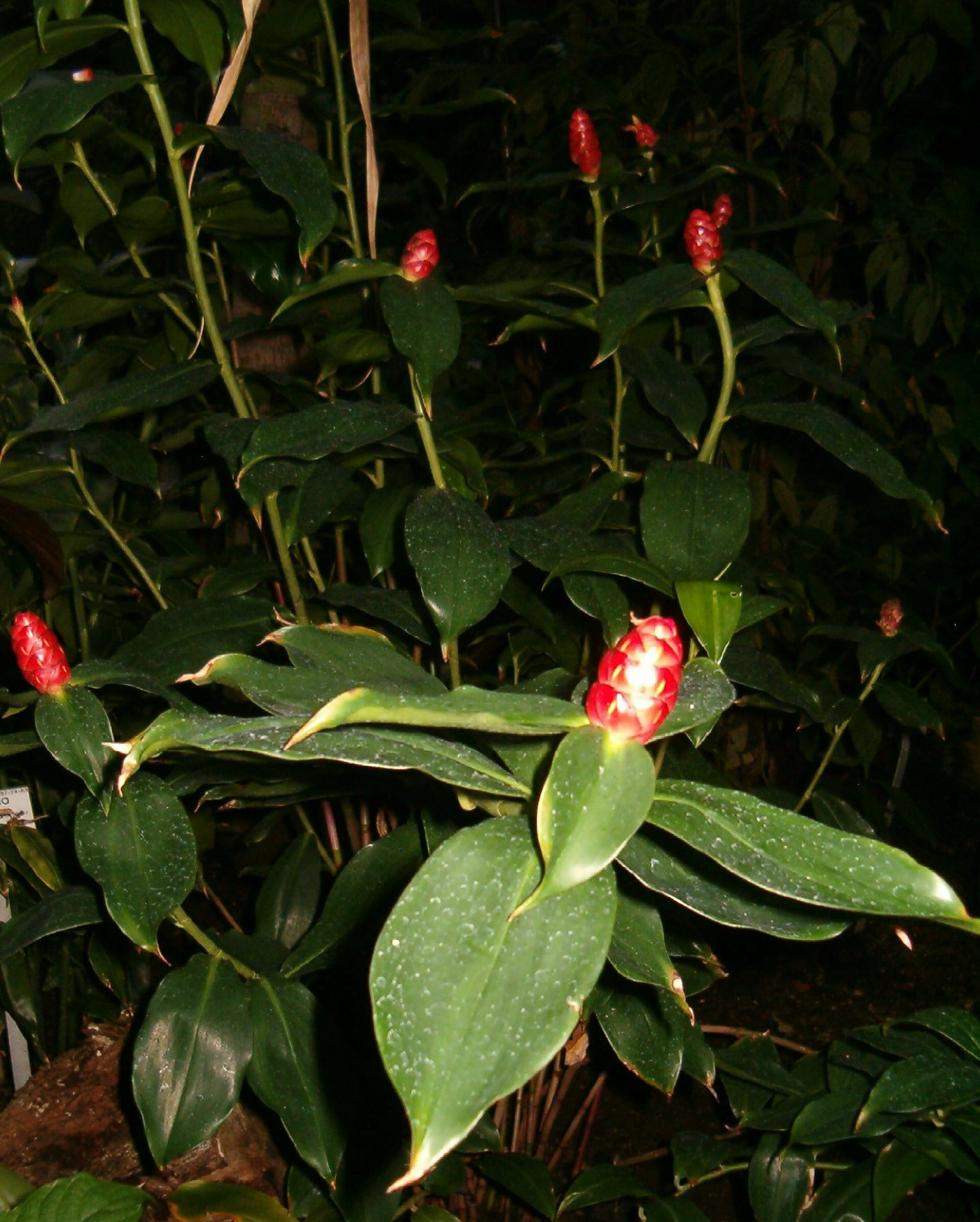